# SEPECAT Jaguar
 For alternative betydninger, se Jaguar (flertydig). (Se også artikler, som begynder med Jaguar)
SEPECAT Jaguar eller bare Jaguar er et engelsk-fransk kampfly, der er udviklet i samarbejde mellem Breguet og British Aircraft Corporation. Flyet har gjort tjeneste i det franske luftvåben og i Royal Air Force og anvendes fortsat i Indiens og Omans luftvåben.
Flyet udgik af tjenesten i Armée de l'Air i 2005, hvor den blev erstattet af Dassaults Rafale fly. Den udgik af tjenesten i RAF i 2007, hvor dens rolle blev overtaget af Eurofighter Typhoon.
Jaguar blev ikke kun bygget i det fransk-britiske samarbejde, men også i et betydeligt antal af HAL (Hindustan Aeronautics Limited) i Indien. .
SEPECAT er akronym for (fransk):Société Européenne de Production de l'avion d'École de Combat et d'Appui Tactique betydende 'Europæisk selskab til produktion af fly til træning, kamp og taktisk ildstøtte'.
Jaguarer har været brugt i krig i Operation Desert Storm i 1991 af Frankrig og England, af England over Balkan 1993-95, af Frankrig i Operation Allied Force i 1999 og af Indien mod Pakistan i Kashmir i 1999.